# ワシントン山 (ニューハンプシャー州)
ワシントン山（ワシントンさん、英: Mount Washington）は、アメリカ合衆国北東部の最高峰（標高 6,288 フィート、1,917 m）であり、ミシシッピ川以東では麓との標高差が最も高い山である。気象が危険なほど変わりやすいことで有名である。2010年までの76年間で、頂上の気象観測所で記録した地表最大風速は、1934年4月12日午後の 231マイル/時 (372 km/h、103m/s) だった。ヨーロッパ人開拓者がこの地域に入ってくる以前、この山は「アジオコチョク」すなわち「偉大な精神の宿る所」と呼ばれていた。
ワシントン山はホワイト山地の中のプレジデンシャル山地に属し、行政区ではニューハンプシャー州コーアス郡サージェンツパーチェイス郡区に入っている。山のほぼ全域が、広さ59エーカー (0.24 km2) のホワイト山国立の森の中にあり、山頂はワシントン山州立公園になっている。

## 歴史
ワシントン山について最初に言及したのは探検家ジョバンニ・ダ・ヴェラッツァーノだった。1524年に大西洋上から眺め「内陸に高く聳える」ものを見たと記していた。ヨーロッパ人開拓者がこの地域に入ってきた時に、この地域に住んでいたアベナキ族インディアンが、この山の頂上は神が住む場所であると信じ、他にも理由はあったが、その神聖さに対する宗教的な敬意故に山に登らなかった。ダービー・フィールドが1642年にワシントン山に初めて登頂したと主張していた。フィールドはその年6月に、アベナキ族酋長パサコナウェイに対して、部族の土地を買い上げるヨーロッパ人は、その頂上に住んでいると考えられる神に従っていないことを示すために、山に登った。これは開拓者が北に広がっていくための政治的な目的が主だった。フィールドは1642年10月にも再度アジオコチョクに登頂した。これはメイン州まで広がる土地の地図を制作する測量遠征の一部であり、その地図はマサチューセッツ湾植民地の代議員が耕作に適した海岸地域を獲得する役に立った。
マナセ・カトラーが率いた地質調査隊が1784年に山の名前を付けた。1819年、アメリカ合衆国でも最古の山岳ハイキング道であるクロウフォード・パスが、クロウフォード・ノッチから頂上までの乗馬道として開かれ、以降利用されている。1821年、イーサン・アレン・クロウフォードが頂上に家を建て、1826年の嵐まで残っていた。

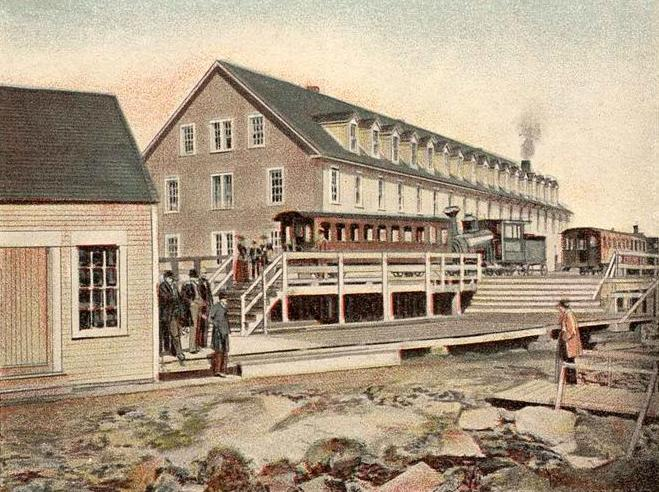
2代目の頂上ハウス、1904年

頂上自体には19世紀半ばまでほとんど変化が無かったが、国内でも最初期の観光地として開発され、乗馬道が増え、ホテル2軒が建設された。頂上ハウスは1852年にオープンした。長さ64フィート (20 m) の石造りのホテルであり、4本の重い鎖で屋根を抑えていた。1853年、ティップトップ・ハウスが建設されて競合するようになった。1872年から1873年には頂上ハウスが木製の91室で再建されたが、1908年に火事で焼失した。1915年に花崗岩で再建された。ティップトップ・ハウスのみが火事に耐え、州の歴史史跡に指定され、近年展示のために改修された。ビクトリア期に造られた観光上の呼び物として、1861年の駅馬車道、現在のワシントン山自動車道路と1869年のワシントン山歯軌条鉄道があり、どちらも現在使われている。
1917年までの毎年夏、頂上でヘンリー・M・バートが間歇的に日刊紙「アマング・ザ・クラウド」（雲の中で）を50年間発行した。新聞は歯軌条鉄道や駅馬車で周辺のホテルや売店に運ばれた。
2010年11月、フロリダ州オーランドを本拠とし、ワシントン山麓のワシントン山ホテルを所有するCNLフィナンシャルが、「ワシントン山」を正式に商標登録したことが明らかにされた。CNLフィナンシャルはこの件を地域の他のホテルがその名前を使わないようにしたものであり、多くの地域企業が名前を使うことを規制するものではないと語っている。アメリカ合衆国特許商標庁への申請は、小売業、レストラン、娯楽産業でワシントン山という商標を使うことを規制するものである。

## 気候

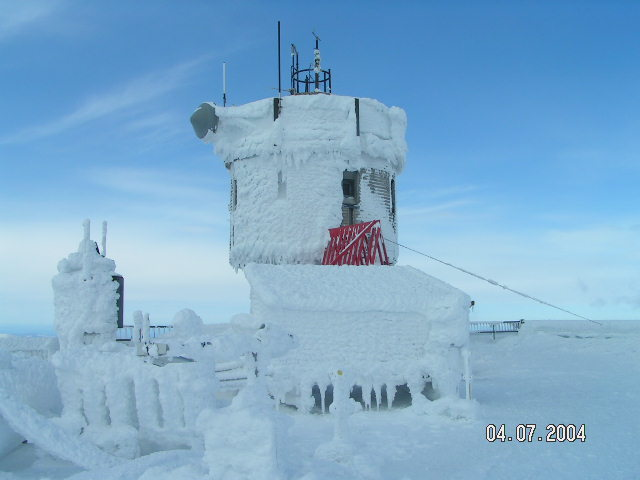
ワシントン山天文台

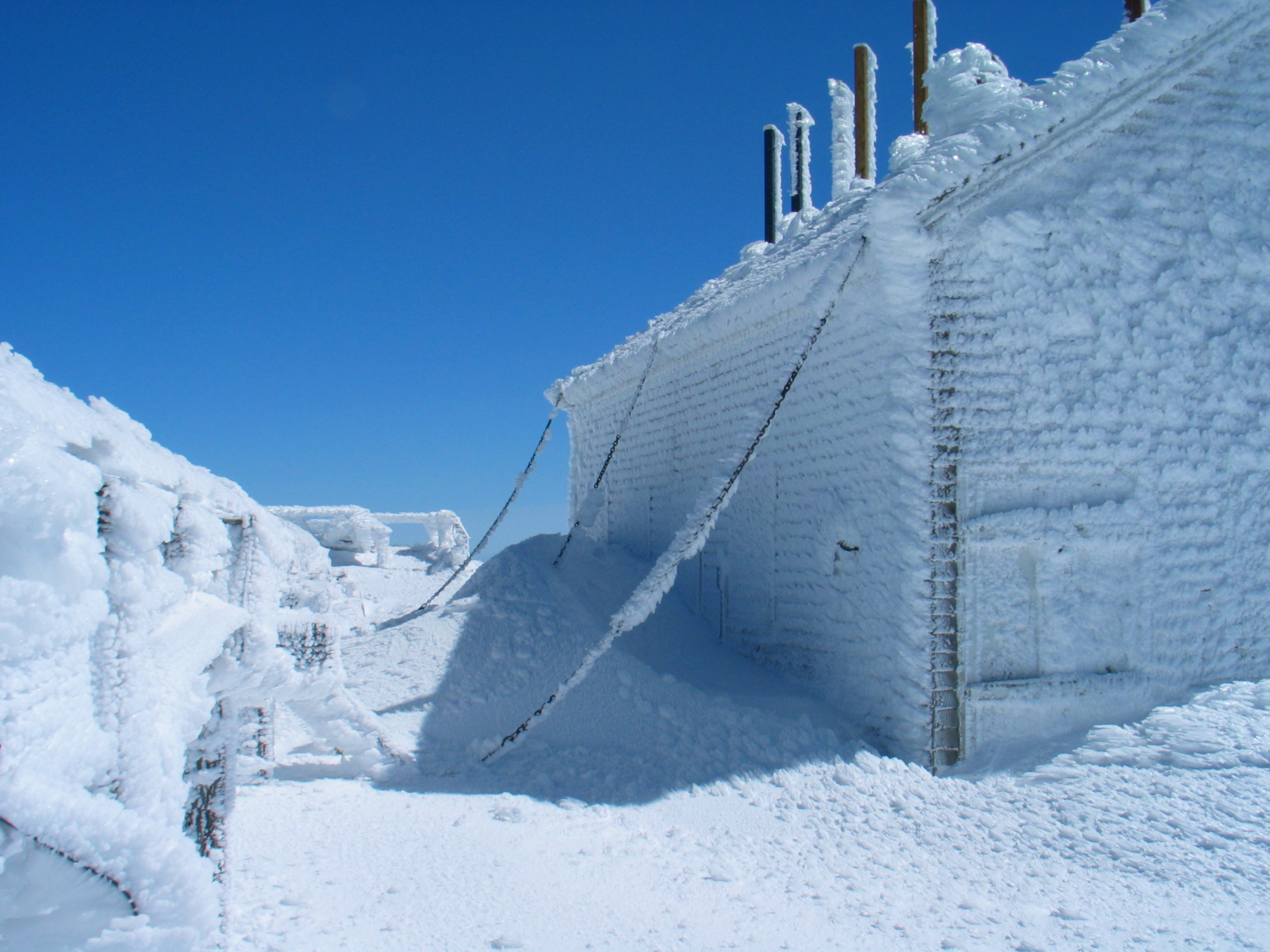
当初のこけら屋根の建物、鎖で地面に固定された。4月初旬でも霧氷に覆われている

ワシントン山の頂上は高山気候あるいはツンドラ気候（ケッペンの気候区分 ET）だが、そのように寒い地域にしては異常なほど降水量が多い。標高が低い所では亜寒帯気候[（ケッペンの気候区分 Dfc）になっている 。
ワシントン山の気象は異常なほど変わりやすい。これは、主に大西洋から南に、メキシコ湾地域、太平洋岸北西部と幾つかの嵐道が集まっていることが一部効いている。プレジデンシャル山地の立ち上がりが高く、南北に向いていることと組み合わされて、西よりの風の大きな障壁になっている。冬は、北東部と大西洋の間の温度差があるために、海岸部に沿って低気圧が発生しやすい。これらの要因が組み合わされ、ハリケーンを上回るような風が、年平均110日も発生している。11月から4月までこの強風は3日に2日の割合で起こっている。
1934年4月12日午後に計測された地表風速 231マイル/時 (372 km/h、103m/s) はかつての世界記録であり、現在でも北半球と西半球での最速記録である。1996年に南半球で発生したサイクロン・オリビアがこの記録を塗り替えた。大気圏上空で竜巻、ハリケーン、気流などを人工衛星やレーダーで観測したものは、この地表風速の記録に及ばない。
ワシントン山で最初に定期的気象観測を行ったのは1870年から1892年のアメリカ合衆国信号サービスであり、現在のアメリカ国立気象局の前身である。ワシントン山測候所はその種のものとして世界初のものであり、他の多くの国の前例になった。長年、過去最低気温は1934年1月29日に記録された-47°F (-44 ℃) とされていたが、ノースカロライナ州アシュビルにあるNOAA全米気候データセンターで19世紀からのデータを初めて深層調査したところ、新しい記録が見つかった。ワシントン山の公式最低温度記録は1885年1月22日の-50°F (-46 ℃) となった。しかし、1871年1月5日に、-59°F (-51 ℃) まで下がったことを示す非公式手書き記録も残っている。
2004年1月16日、頂上の観測記録で-43.6°F (-42.0 ℃) を記録し、風速は87.5マイル/時 (140.8 km/h) となり、風速冷却による体感温度は-102.59°F (−74.77 ℃) となった。1月13日午後3時頃から1月16日午後2時頃まで71時間に、頂上の体感温度が-50°F (-46 ℃) より上に上がることは無かった。頂上では毎月降雪が記録され、年平均では311インチ (7.9 m) である。頂上で72°F (22 ℃) を超える気温が計測されたことは無い。
山頂の主要な建物は風速300マイル/時 (480 km/h) の風に耐えるよう設計されている。その他の構造物は文字通り山に鎖で繋がれている。多くの放送塔に加えて、非営利の科学的観測所があり、亜寒帯気候にある山の気象など側面を報告している。山頂の過酷な環境が強風と氷を生み、無人の装置を使うのは問題が多い。観測所は研究も行っており、主に新しい気象観測装置のテストに使われている。シャーマン・アダムズの頂上ビルには天文台があり、冬の間は公開されない。緊急事態や予約された見学を除き、ハイカーは建物の中に入れない。

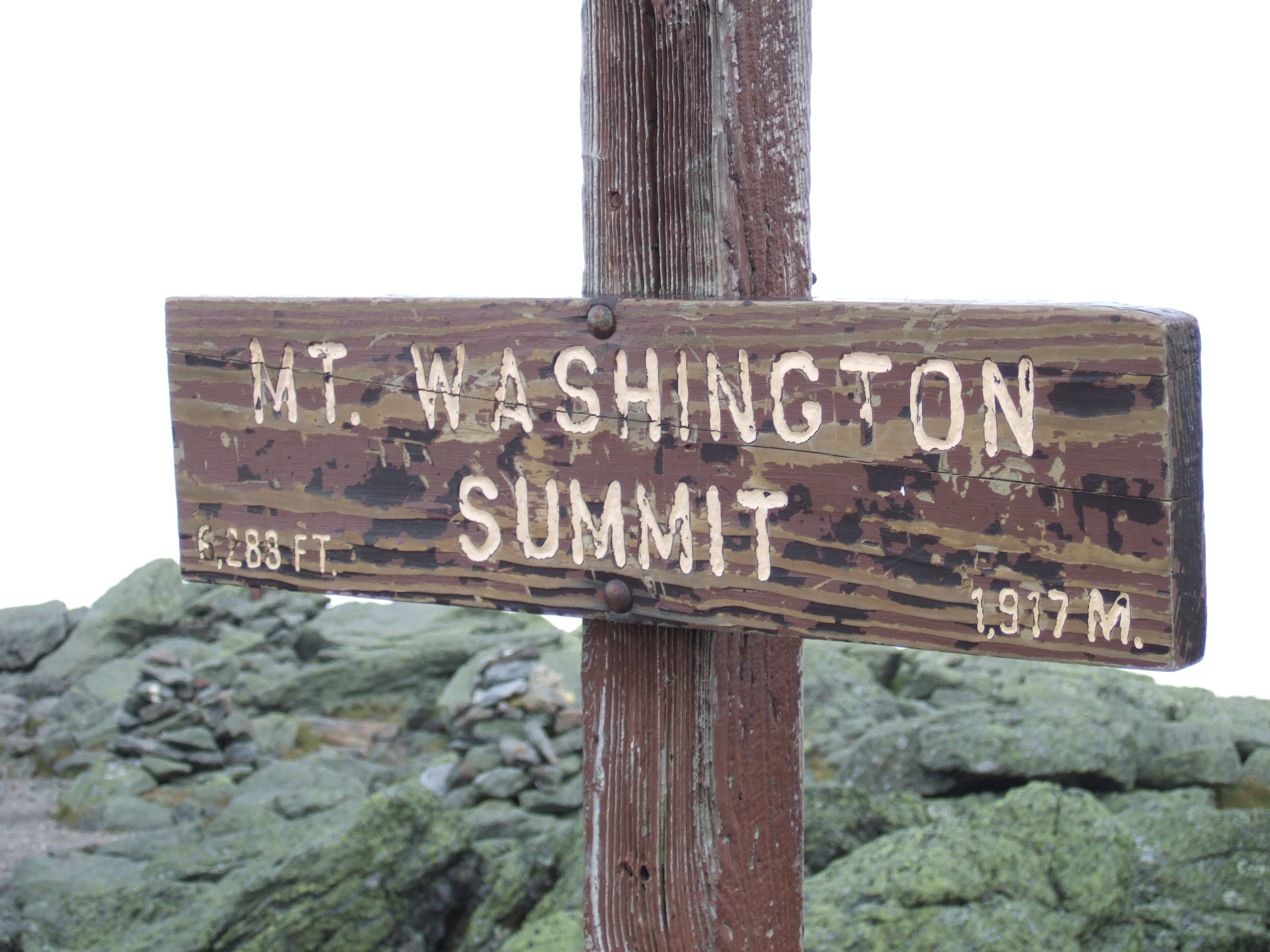
ワシントン山頂上は雲に隠れることが多い

ワシントン山天文台は1932年に、その場所に立つ科学施設の価値を認識した集団の熱意によって、頂上に再建された。この天文台の気象データはそれ以降価値ある気候記録に蓄積されてきた。2つの水銀柱が入る単純な装置、振り回し式乾湿計を使って、気温と湿度が集められている。無人の気象観測所の大半が技術の進歩を経験している中で、一貫して振り回し式乾湿計を使っていることが、ワシントン山気候記録に科学的な正確さを与えている。
この天文台は「世界最悪の気象の場所」というスローガンを使っており、これは1940年にチャールズ・ブルックスが書いた『世界最悪の気象』という記事に端を発している。ブルックスは一般にワシントン山天文台を創設した人とされている。またその記事はワシントン山が世界最悪の気象ではなかった可能性が強いという結論ではあった。

### 降水量
麓からの立ち上がりが高く、2つの大きな嵐道が集まり、プレジデンシャル山地が南北方向に向いていることから、ワシントン山は大変多い降水量を記録しており、年間平均降水量は102インチ (2,590 mm)、過去最高は1969年の130.14インチ (3,305.6 mm)、過去最低は1979年の71.34インチ (1,812.0 mm) となっている。短期間に大量の雨が降ることが多い。1996年10月、24時間雨量で11.07インチ (281.2 mm) が記録された。この降水量のかなりの部分は雪である。年平均310インチ (7.9 m) の降雪があり、1968年から1969年の冬には 567 インチ (14.39 m) という記録になった。24時間降雪量の最大は1969年2月に起きた49.3インチ (125.2 cm) だった。
| ワシントン山（山頂付近）の気候                 | ワシントン山（山頂付近）の気候 | ワシントン山（山頂付近）の気候 | ワシントン山（山頂付近）の気候 | ワシントン山（山頂付近）の気候 | ワシントン山（山頂付近）の気候 | ワシントン山（山頂付近）の気候 | ワシントン山（山頂付近）の気候 | ワシントン山（山頂付近）の気候 | ワシントン山（山頂付近）の気候 | ワシントン山（山頂付近）の気候 | ワシントン山（山頂付近）の気候 | ワシントン山（山頂付近）の気候 | ワシントン山（山頂付近）の気候 |
| 月                                             | 1月                            | 2月                            | 3月                            | 4月                            | 5月                            | 6月                            | 7月                            | 8月                            | 9月                            | 10月                           | 11月                           | 12月                           | 年                             |
| ---------------------------------------------- | ------------------------------ | ------------------------------ | ------------------------------ | ------------------------------ | ------------------------------ | ------------------------------ | ------------------------------ | ------------------------------ | ------------------------------ | ------------------------------ | ------------------------------ | ------------------------------ | ------------------------------ |
| 最高気温記録 °F （°C）                         | 48 (9)                         | 43 (6)                         | 56 (13)                        | 60 (16)                        | 68 (20)                        | 72 (22)                        | 71 (22)                        | 72 (22)                        | 70 (21)                        | 59 (15)                        | 52 (11)                        | 48 (9)                         | 72 (22)                        |
| 平均最高気温 °F （°C）                         | 13.6 (−10.2)                   | 14.7 (−9.6)                    | 20.7 (−6.3)                    | 30.4 (−0.9)                    | 41.3 (5.2)                     | 50.4 (10.2)                    | 54.1 (12.3)                    | 53.3 (11.8)                    | 47.1 (8.4)                     | 36.4 (2.4)                     | 28.1 (−2.2)                    | 18.4 (−7.6)                    | 34.0 (1.1)                     |
| 平均最低気温 °F （°C）                         | −4.1 (−20.1)                   | −2.4 (−19.1)                   | 5.0 (−15)                      | 17.4 (−8.1)                    | 29.8 (−1.2)                    | 39.5 (4.2)                     | 44.0 (6.7)                     | 43.0 (6.1)                     | 36.1 (2.3)                     | 24.0 (−4.4)                    | 13.3 (−10.4)                   | 1.7 (−16.8)                    | 20.6 (−6.3)                    |
| 最低気温記録 °F （°C）                         | −59 (−51)                      | −53 (−47)                      | −38 (−39)                      | −24 (−31)                      | −2 (−19)                       | 8 (−13)                        | 24 (−4)                        | 20 (−7)                        | 9 (−13)                        | −5 (−21)                       | −20 (−29)                      | −46 (−43)                      | −59 (−51)                      |
| 降水量 inch （mm）                             | 6.44 (163.6)                   | 6.77 (172)                     | 7.67 (194.8)                   | 7.44 (189)                     | 8.18 (207.8)                   | 8.40 (213.4)                   | 8.77 (222.8)                   | 8.32 (211.3)                   | 8.03 (204)                     | 9.27 (235.5)                   | 9.85 (250.2)                   | 7.73 (196.3)                   | 96.87 (2,460.7)                |
| 降雪量 inch （cm）                             | 44.0 (111.8)                   | 40.1 (101.9)                   | 45.1 (114.6)                   | 35.6 (90.4)                    | 12.2 (31)                      | 1.0 (2.5)                      | 0.0 (0)                        | 0.1 (0.3)                      | 2.2 (5.6)                      | 17.6 (44.7)                    | 37.8 (96)                      | 45.5 (115.6)                   | 281.2 (714.4)                  |
| 平均降水日数 （≥0.01 in）                      | 19.7                           | 17.9                           | 19.0                           | 17.4                           | 17.4                           | 16.8                           | 16.5                           | 15.2                           | 13.9                           | 16.8                           | 19.1                           | 20.7                           | 210.4                          |
| 平均降雪日数 （≥0.1 in）                       | 19.3                           | 17.3                           | 16.6                           | 13.3                           | 6.3                            | 1.0                            | 0.0                            | 0.3                            | 1.7                            | 9.1                            | 14.6                           | 19.2                           | 118.7                          |
| 平均月間日照時間                               | 92.0                           | 106.9                          | 127.6                          | 143.2                          | 171.3                          | 151.3                          | 145.0                          | 130.5                          | 127.2                          | 127.1                          | 82.4                           | 83.1                           | 1,487.6                        |
| 出典1：NOAA (normals 1981−2010, sun 1961−1990) |                                |                                |                                |                                |                                |                                |                                |                                |                                |                                |                                |                                |                                |
| 出典2：extremes 1933−present                   |                                |                                |                                |                                |                                |                                |                                |                                |                                |                                |                                |                                |                                |

## 地形的諸相
歯軌条鉄道が登る西側斜面は麓から頂上まで真っ直ぐだが、他の面は複雑である。北面のグレートガルフはこの山で最大の氷河圏谷であり、クレイ山、ジェファーソン山、アダムズ山、マディソン山の造るノーザン・プレジデンシャルで囲まれた盆地を造っている。これらの連続した峰は樹木のない高山地帯を形成している。ワシントン山頂から北東に延びる大きなチャンドラー尾根は盆地の南壁となり、自動車道が登る斜面になっている。

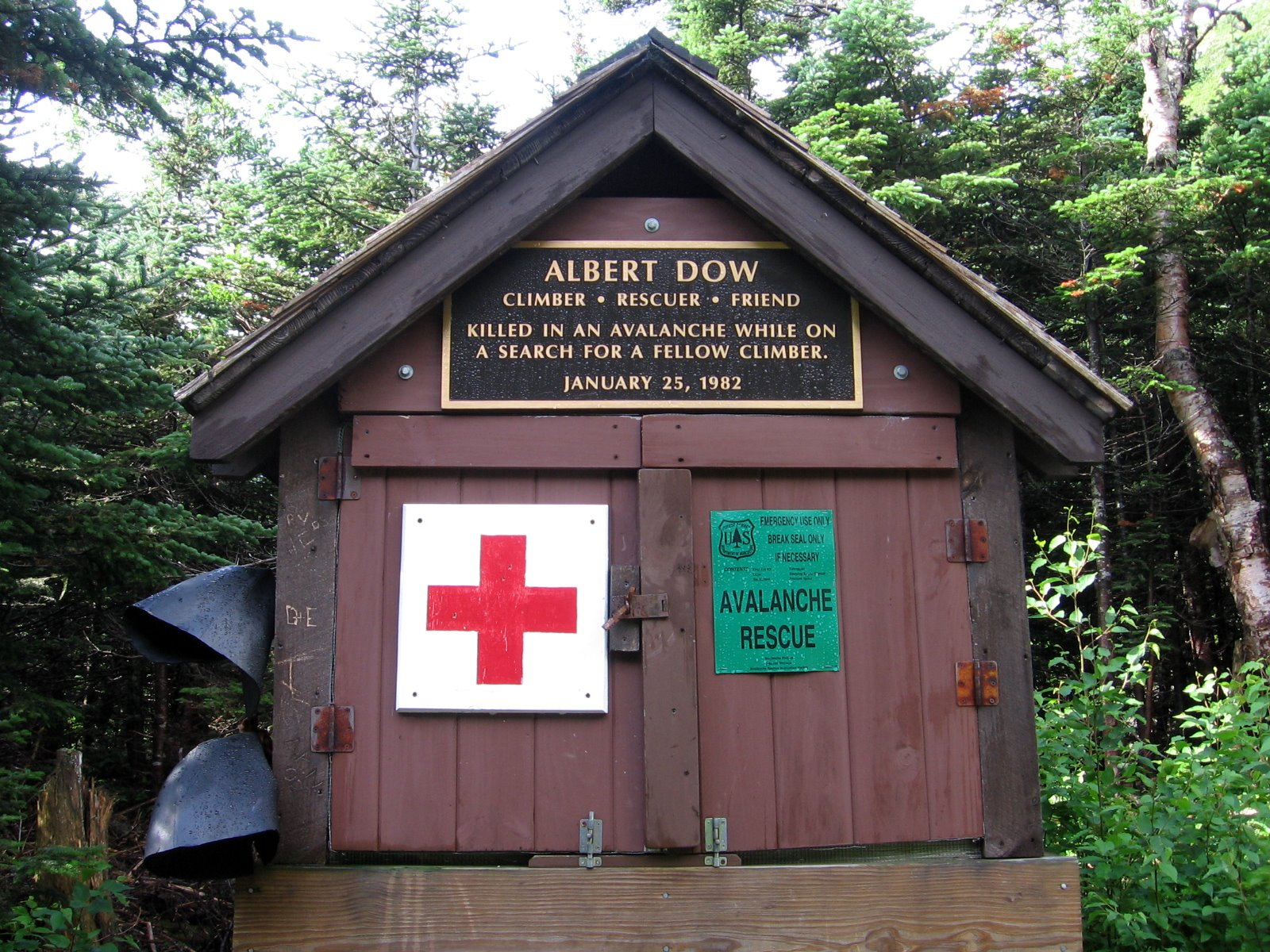
救急品保管所

頂上の東はアルパイン・ガーデンズと呼ばれる台地であり、約5,200フィート (1,600 m) の高さでチャンドラー尾根から南に伸びている。ホワイト山地の高山草原に固有の植物種、あるいは遙か北の北極圏に多い外来種が見られる。アルパイン・ガーデンズは2つの顕著な氷河圏谷に険しく降りている。岩だらけのハンティントン谷では、高山のロッククライミングやアイスクライミングができる。より穏やかなタッカーマン谷はニューイングランドで春スキーの絶好の場所であり、6月まで楽しむことができる。その後は景観の良いハイキングルートとなる。森林限界より約500 m 高くなっている。
頂上の南は2つめのかつ大きな高山台地ビゲロー・ローンであり、標高は5,000フィート (1,500 m) から5,500フィート (1,700 m) ある。衛星頂点ブートスパーと、イソレーション山やデイビス山を含むモンタルバン尾根がそこから南に伸び、より高いモンロー山、フランクリン山、アイゼンハワー山、ピアース山、ジャクソン山、ウェブスター山の造るサザン・プレジデンシャルが、南西のクロウフォード・ノッチに伸びている。ドライ川のあるオークス・ガルフが2つの高い尾根を分けている。

## 利用法

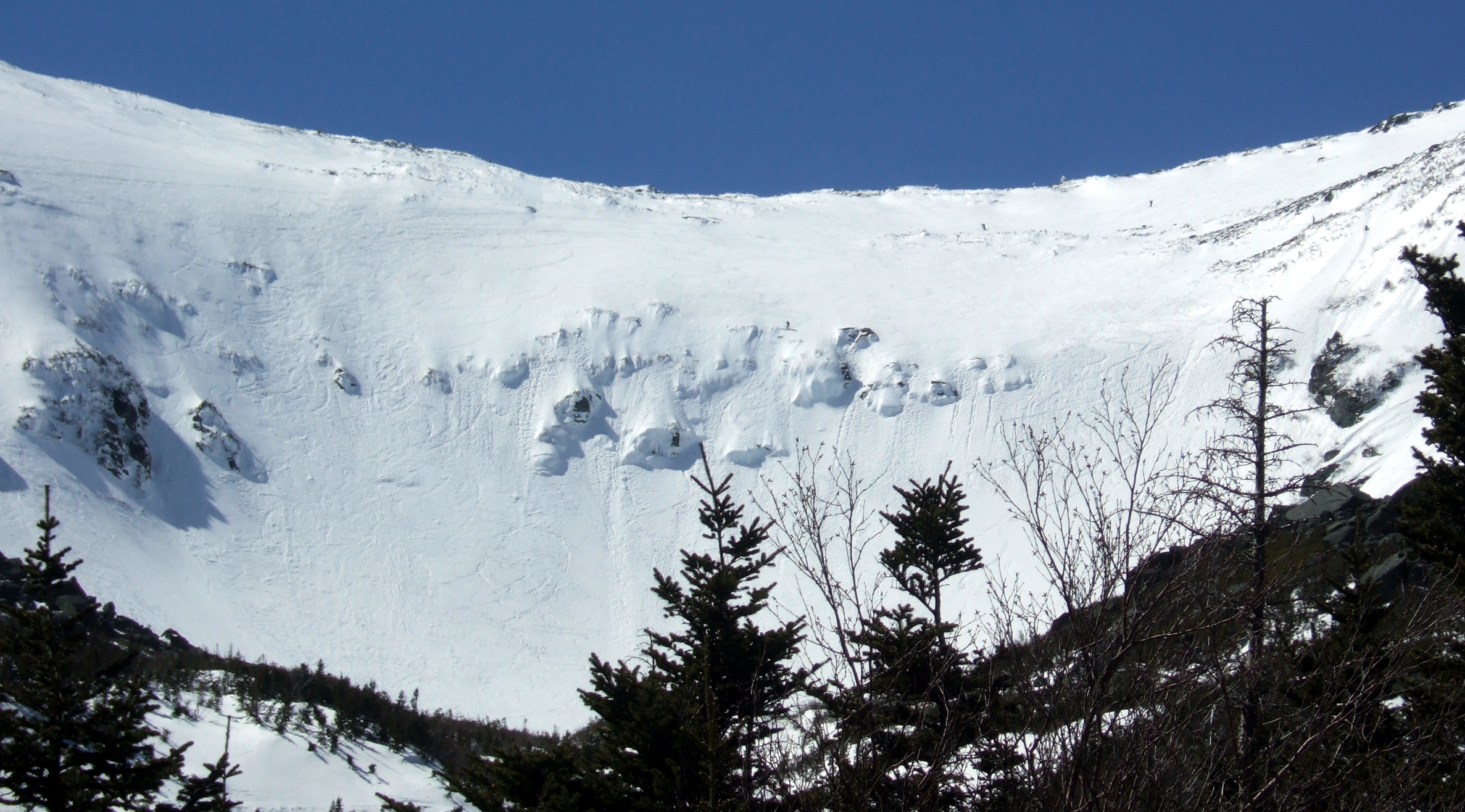
タッカーマン谷の丸み、縁にスキーヤーの姿が見られる

ワシントン山は人気のあるハイキング地域に属し、アパラチアン・トレイルが山頂を横切り、アパラチアン・マウンテン・クラブの8つある山小屋の1つ、レイクス・オブ・ザ・クラウズ・ハットが山の肩の1つにある。冬のレクリエーションではメモリアルデイのスキーと45度の斜面で有名なタッカーマン谷がある。この谷は雪崩で有名であり、毎年100回ほど記録され、1849年以降で6人が死亡した。全シーズンを通じて、多くのハイカーがこの山で死亡している。厳しく急変する気象条件、不適切な装備、樹木線より上で起こる様々な状態への対応不足、気象が危険な状態になったときの誤った判断などがその原因である。
ワシントン山の気象によってグライダーを飛ばすのに人気ある場所となっている。2005年、全米で14番目の滑空場所と認定された。

### ハイキング

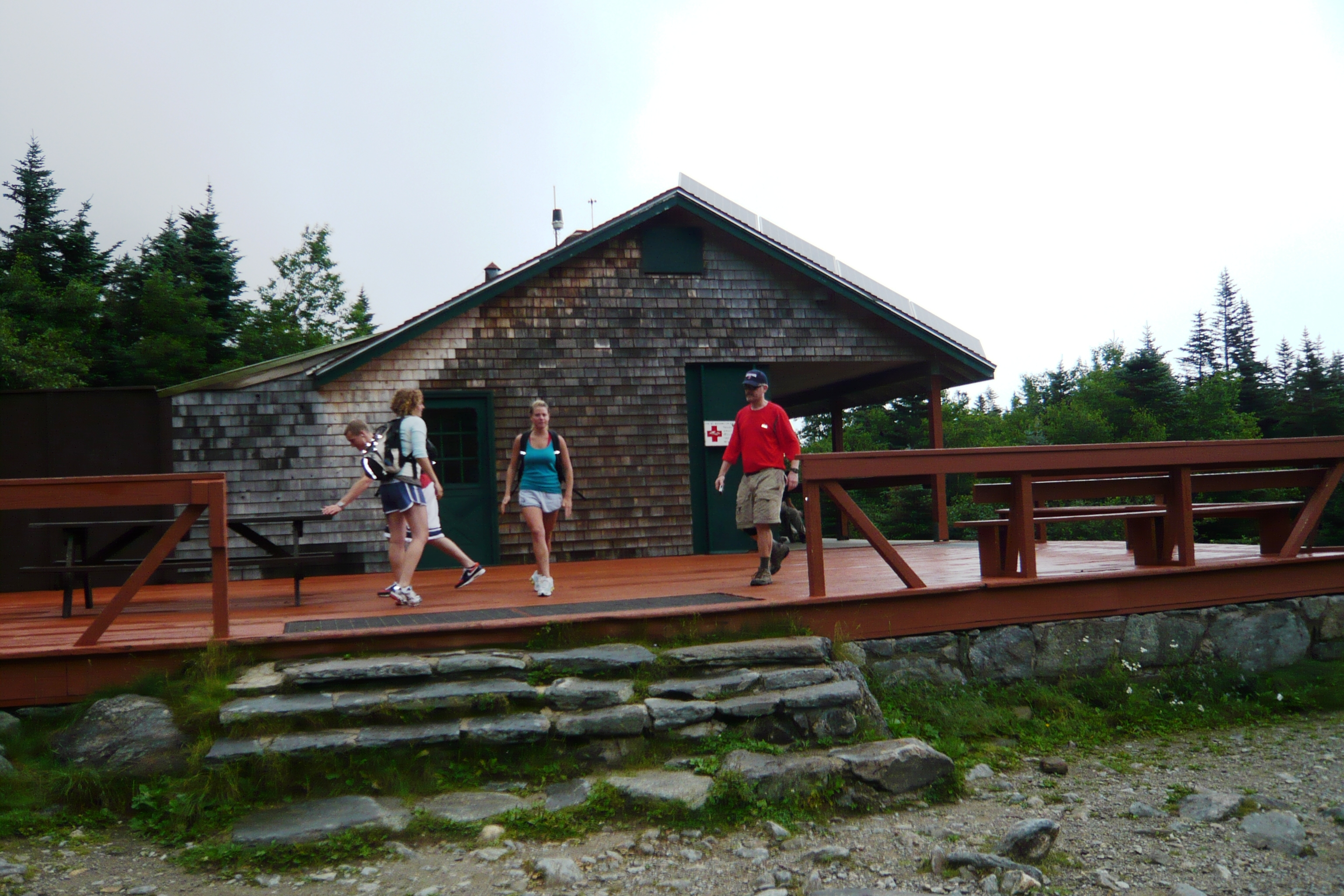
タッカーマン谷にある管理人の家に立つ観光客

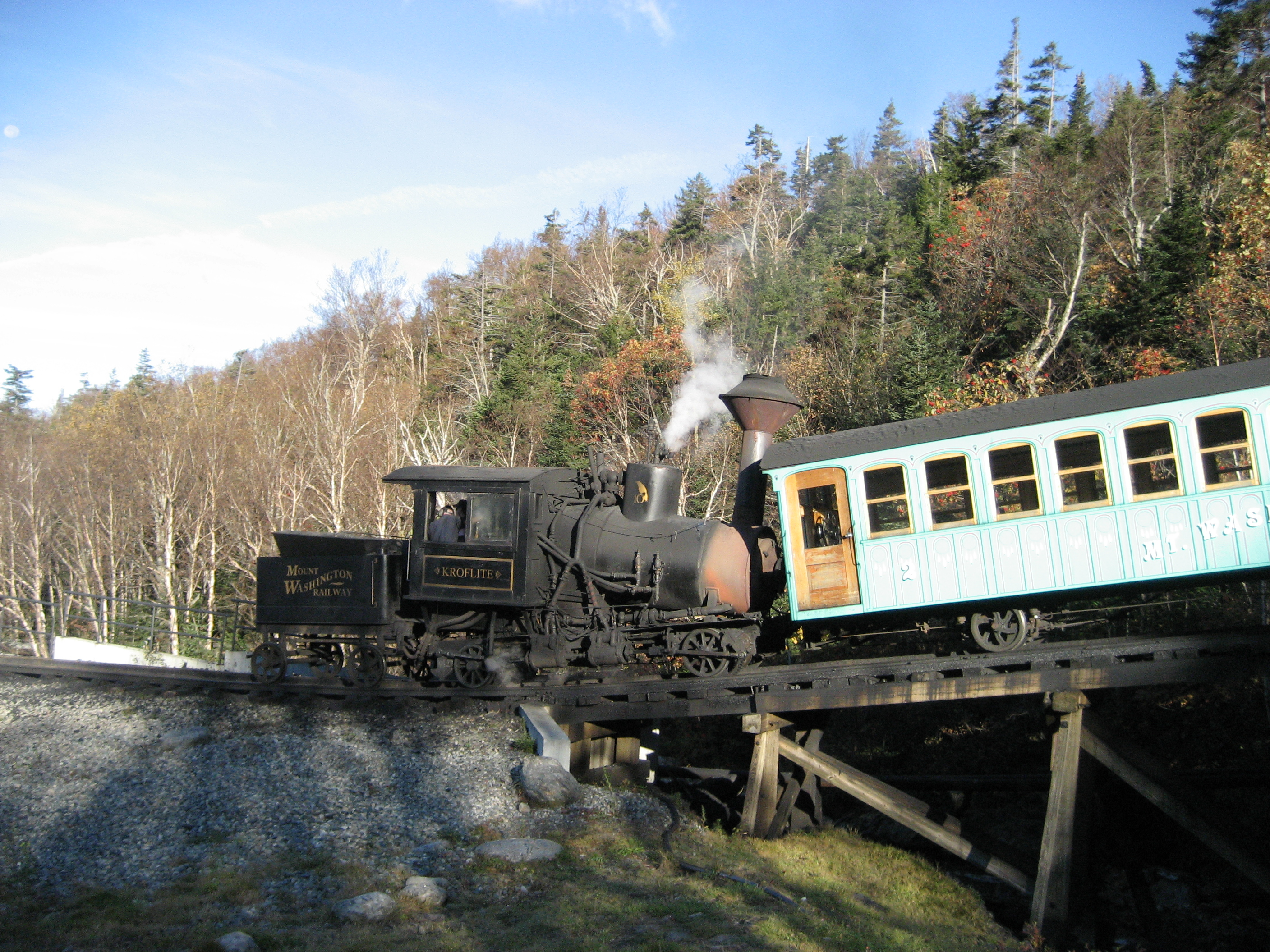
ワシントン山歯軌条鉄道、2006年撮影

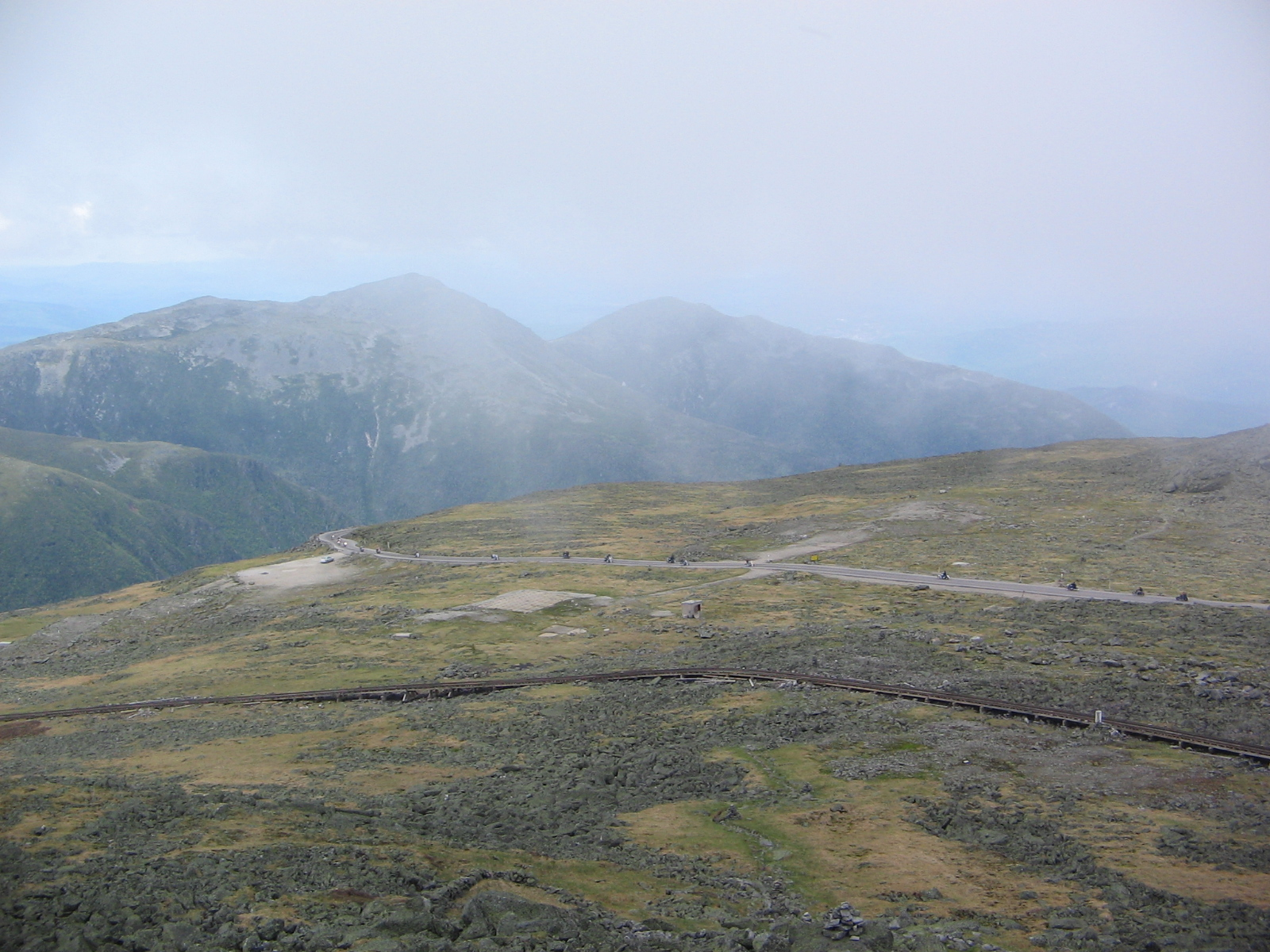
自動車道をクルーズするオートバイ

頂上に行く最も人気あるハイキング道は全長4.1マイル (6.6 km) のタッカーマン谷トレイルである。ピンカム・ノッチ・キャンプ場に始まり、標高差4,280フィート (1,300 m) のタッカーマン谷のお椀を一気に上まで登る。途中には険しい岩場もある。谷とノッチの向こうのワイルドキャット山まで素晴らしい景観を楽しむことができる。この道ではスキーの事故と低体温症のために死亡事故が起きたことがある。道を2.1マイル (3.4 km) 進んだお椀の底の小さな売店に近いポンプ井戸で水筒を充填できる。その店では軽食、トイレ、休憩ができる。頂上には博物館、土産店、展望所、カフェテリアがある。夏の下山はピンカム・ノッチ・キャンプ場までシャトルバスを利用できる（有料）。東斜面の別の登山道としては、ライオンヘッド、ハンティントン谷、ネルソン・クラグ各トレイルと、北東から登るグレートガルフ・トレイルがある。西斜面からの登山道は、アモヌーサック谷とジュウェル各トレイル、クロウフォード・パスとガルフサイド・トレイル（それぞれ南西と北から来るアパラチアン・トレイルと一致している）がある。
夏のワシントン山と冬のワシントン山に登るのは多くの異なる点がある。勿論、気象や地面の状態に大きな違いがあるが、観光客にとって快適さに大きな違いがある。冬の山頂に公的施設は無い。
冬季に最も人気のあるルートはライオンヘッド冬季ルートであり、タッカーマン谷トレイルに始まるが、北に逸れて、標高5,033フィート (1,534 m) のライオンヘッドに登る。冬のルートは雪崩の危険性を避けるためにお勧めである。
タッカーマン谷トレイルから逸れるルートは雪の状態にもよっている。雪が深くなければ、ライオンヘッド夏ルートも使える。ピンカム・ノッチの観光案内所から2.3マイル (3.7 km) 進んだ後で、右に折れてライオンヘッド夏ルートに進む。ライオンヘッド・トレイルに夏でも積雪量が多い場合は、森林局が約1.7マイル (2.7 km) 先で曲がるライオンヘッド冬ルートを開く。

### 歯軌条鉄道
1869年からワシントン山歯軌条鉄道がワシントン山頂まで観光客を運んでいる。マーシュ・ラック装置を使い、国内初の成功した歯軌条鉄道となった。

### 競走
毎年6月、ワシントン山ロードレースが開催されており、数多いランナーが集まってくる。7月には「ニュートンの復讐」、8月にはワシントン山自動車道自転車登山が開催され、どちらもロードレースと同じルートを自転車で走る。自転車登山に参加した中でも有名な勝者は、ツール・ド・フランスに参加したタイラー・ハミルトンだった。
1932年8月7日、レイモンド・E・ウェルチ・シニアが1本足で初めてワシントン山に登った者になった。1本足の人のみの公式レースが開催されている。ウェルチは「ジェイコブの梯子」ルートを登り、馬車道を降った。ウェルチは7歳の時に橇の事故で片足を失っていた。登山したときは、ニューハンプシャー州ノーサンバーランドでボストン・アンド・メイン鉄道の駅員をしていた。
国内でも最古クラスのカーレースであるワシントン山ヒルクライム・オートレースも開催されている。1904年から開催されており、2010年9月には、トラビス・パストラーナがバーモントのスポーツカー、スバルWRX STiを運転して6分20秒47の記録を作った。2011年6月、デイビッド・ヒギンスが同じ車種を使い6分11秒54の新記録を作った。

## 通信局
1937年、ワシントン山頂にエドウィン・H・アームストロングがFM放送局を建設した。この局は維持コストが嵩んだために1948年に閉鎖された。1954年、メイン州ポーランドスプリングで免許を得たWMTW、8チャンネルがテレビ塔と送信機を設置した。今は引退した送信技師マーティ・エングストロムによる天気予報など、2002年までこの山頂からの放送を継続していた。
1958年からはWMTW-FM 94.9MHzがFM放送を流し、1976年にはWHOMとなった。WHOMとWMTW-TVは送信塔ビルを共有しており、その中には山に電力を送る発電機もあった。2003年2月9日の火事で送信塔ビルと発電機が焼けた。当時はまだWHOMの送信機があった。WHOMはその後新しい送信塔ビルを古い発電ビルの場所に建設し、アームストロング塔には新しいスタンバイ・アンテナを付けた。アームストロング塔が放送用に使われたのは1948年以来のことだった。
1987年、WHOMとWMTWが合同で、別の塔にWMOU-FMの放送を始めた。ニューイングランド放送の所有者かつ社長スティーブ・パウェルが、他の施設よりも高いWZPK用塔を建設させた。ミシシッピ川以東、両カロライナ州以北では最も高い地点となった。WMOU-FM転じてWPKQの通信塔はヤンキー・ビルの背後にある。ワシントン山の厳しい気象に対応するために、WHOM と WPKQは特別に設計されたFMアンテナを使い、メイン州ブリッジトンのシブリー・ラブスが製造した円筒形レドームに収められている。
メイン州グレイのアメリカ国立気象局予報事務所がワシントン山頂で、NOAA気象ラジオ局KZZ41、162.5 mHz を運営している。アメリカ合衆国北東部の最高地点にあることと、使用する周波数帯で、かなり遠い場所からも聴取できる。バーモント州北西部（バージェンヌ）、メイン州西部の大半、マサチューセッツ州北部（ドラカットとソールズベリー）でも聴取されている。アメリカ国立気象局の公式マップに基づけば、ニューハンプシャー州の大半、メイン州西部、バーモント州北東部、カナダの南部でもはっきりと聞き取れる。条件が良ければ、マサチューセッツ州北部の大半（ボストン大都市圏の北部とノースショアの多く）、バーモント州とメイン州の大半まで届く可能性がある。
2008年、ワシントン山にテレビ局が戻ってくる可能性が出てきた。ニューハンプシャー州公共テレビが現在のリトルトンに近い場所から、ワシントン山旧WMTWの場所に移転する申請を行った。

## 死亡事故
1849年からワシントン山などプレジデンシャル山地の峰峰で135人が死んだ。アメリカのアマチュアスポーツの父であるウィリアム・バッキンガム・カーティスが、1900年6月30日の吹雪で死んだ。

## 芸術作品
ワシントン山はホワイト山美術と称されるニューイングランドの学派に属する有名な画家数人が描く対象になってきた。風景画のハドソン・リバー派に刺激され、ビクトリア時代の多くの画家が自然の対象を探究してホワイト山脈に入った。ニューハンプシャー州コンウェイが彼等の基地となり、駅馬車で到着して農家の木組みの家に寄宿した。さらに1870年代には列車で来て、新築された宿屋やホテルに投宿した。彼等は多くの絵を制作して世界に出て行った。なかでもハンプトン・コート宮殿が有名だった。彼等の作品がワシントン山と周辺を訪れるよう他の者を誘い、今日でも活発な観光業が始まった。
音楽作品も作られた。アメリカの作曲家アラン・ホヴァネス（1911年-2000年）は1990年頃に交響曲64番作品422「アジオチョック」を作曲し、若いときに登ったワシントン山に献げた。
- フェルディナンド・リヒャルト画 (1857年)
- ベンジャミン・シャンプニー画
- ジョン・F・ケンセット画 (1869年)
- アルバート・ビアスタット画 (1858年)
- ドロテア・アーデルハイド・ドライア画

## 原註
1. ↑  これまでの世界記録はオーストラリアのバーロー島で1996年10月4日に記録した 113.2 m/s である[4]